# 17年目のパパへ
『17年目のパパへ』（17ねんめのパパへ）は、2001年1月4日にTBS系列で「新春ヒューマンドラマスペシャル」と銘打って放送されたテレビドラマである。

## あらすじ
高校3年生の辻沢仁子（深田恭子）は、まだ見ぬ父親のことを詳しく知りたいという望みを心の片隅に抱えながら時間だけがいたずらに過ぎていく毎日に悶々としていた。そんなある日、仁子はたまたま立ち寄った銀行で銀行強盗に遭遇してしまう。銃を突きつけられた仁子を救ってくれたのはその場に居合わせた「鉄矢」ことヤクザ出身の運び屋である唐木新次（豊川悦司）だった。現金強奪に失敗した強盗グループのリーダーは現場から逃げ去り、新次もまた警察が来る前に姿を消してしまう。新次は仁子から名前を聞かれたが、新次は銀行の近くにある商店で偶然見かけた『3年B組金八先生』（武田鉄矢主演）の放送をチラッと観て本名を「鉄矢」と言って誤魔化した。その新次を命の恩人と慕う仁子はそのまま新次についていき、行きがかり上、仁子の父親であったヤクザの国原恭介（高橋克典）の故郷である信州・奈良井まで一緒に旅をすることになる。
新次を強盗グループの一員であると誤解した警察、現金入りのバッグを間違えて持ち去った新次を執念深く追い回す強盗のリーダー（東幹久）、仁子が恭介の実家を探しに行ったのではと察する仁子の母親こと辻沢まちこ（森下愛子）、それぞれが2人を追って信州へと向かう。
仁子は、旅を続けるうちに、訳ありの過去を持つ新次を恭介の親友であると確信するようになる。新次も、仁子が赤ん坊の頃にヤクザ同士のトラブルで恭介を死なせてしまったことに長年責任を感じた。そして、奈良井に住む恭介の母親である国原みち（野際陽子）と仁子を追って奈良井に来ていたまちこに、謝罪する機会を得た。

## キャスト
- 辻沢（国原）仁子 ： 深田恭子
- 「鉄矢」こと唐木新次 ： 豊川悦司
- 辻沢（国原）まちこ（仁子の母） ： 森下愛子
- 銀行強盗のリーダー ： 東幹久
- 国原みち（仁子の父方の祖母） ： 野際陽子
- 国原恭介 （仁子の父）： 高橋克典（特別出演）
- 仁子の母方の祖父 ： 織本順吉

## スタッフ
- 脚本 ： 源孝志、相沢友子
- 演出 ： 源孝志
- 技術プロデュース ：中村彰
- 撮影 ： 須藤康夫
- プロデューサー ： 鈴木基之、梶野祐司、関本広文
- 製作 ： ホリプロ、TBS

## 主題歌
- 「ワイルド・チャイルド」 - エンヤ（ワーナーミュージック・ジャパン）